# Friedrich Reinhold Kreutzwald

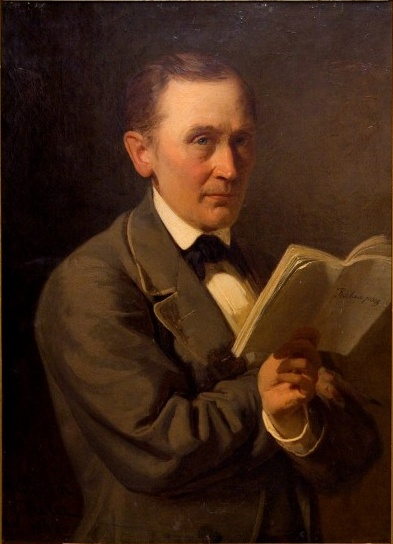
Friedrich Reinhold Kreutzwald czyta manuskrypt Kalevipoeg na obrazie estońskiego malarza Johanna Kölera

Friedrich Reinhold Kreutzwald (ur. 26 grudnia 1803 r. w Jõepere mõis, zm. 25 kwietnia 1882 r. w Tartu) – estoński pisarz i folklorysta, z zawodu lekarz. Określany mianem ojca narodowej literatury estońskiej.
Zasłynął jako twórca estońskiej epopei narodowej Kalevipoeg (1861). Był ponadto autorem zbiorów poetyckich (m.in. Viru lauliku laulud z 1865), poematów historycznych (m.in. Lembitu z 1885), satyr oraz opowiadań. Poza tym pisał prace popularnonaukowe z dziedziny etnografii, historii, geografii i folkloru. Opracowywał też zbiory pieśni ludowych i bajek.